# Біатлон на зимовій Універсіаді 2015
Змагання з біатлону в рамках зимової Універсіади 2015 року проходили з 25 по 31 січня. Було разіграно 9 комплектів нагород.

## Результати

### Чоловіки
| Дисципліна                                                                                | Золото                      | Золото  | Срібло                 | Срібло  | Бронза                | Бронза  |
| ----------------------------------------------------------------------------------------- | --------------------------- | ------- | ---------------------- | ------- | --------------------- | ------- |
| 10 км спринт Фінішний протокол [Архівовано 31 січня 2015 у Wayback Machine.]              | Ярослав Іванов Росія        | 23:17.3 | Максим Буртасов Росія  | 23:30.7 | Юрій Шопін Росія      | 23:32.2 |
| 12,5 км персьют Фінішний протокол [Архівовано 31 січня 2015 у Wayback Machine.]           | Юрій Шопін Росія            | 30:25.5 | Ярослав Іванов Росія   | 30:27.0 | Максим Буртасов Росія | 31:08.1 |
| 15 км мас-старт Фінішний протокол [Архівовано 31 січня 2015 у Wayback Machine.]           | Віталій Кільчицький Україна | 36:39.1 | Дмитро Русинов Україна | 36:40.3 | Юрій Шопін Росія      | 37:03.8 |
| 20 км індивідуальна гонка Фінішний протокол [Архівовано 31 січня 2015 у Wayback Machine.] | Дмитро Русинов Україна      | 49:52.8 | Вадим Філімонов Росія  | 50:15.4 | Юрій Шопін Росія      | 51:18.0 |

### Жінки
| Дисципліна                                                                                 | Золото                      | Золото  | Срібло                      | Срібло  | Бронза                      | Бронза  |
| ------------------------------------------------------------------------------------------ | --------------------------- | ------- | --------------------------- | ------- | --------------------------- | ------- |
| 7,5 км спринт Фінішний протокол [Архівовано 29 січня 2015 у Wayback Machine.]              | Пауліна Фіалкова Словаччина | 20:20.8 | Євгенія Павлова Росія       | 20:50.3 | Їтка Ландова Чехія          | 20:55.7 |
| 10 км персьют Фінішний протокол [Архівовано 29 січня 2015 у Wayback Machine.]              | Євгенія Павлова Росія       | 30:45.1 | Пауліна Фіалкова Словаччина | 31:23.3 | Крістіна Смірнова Росія     | 32:30.9 |
| 12,5 км мас-старт Фінішний протокол [Архівовано 1 лютого 2015 у Wayback Machine.]          | Їтка Ландова Чехія          | 40:00.5 | Ева Пускарчикова Чехія      | 40:55.7 | Яна Бондар Україна          | 41:06.0 |
| 15 км індивідуальная гонка Фінішний протокол [Архівовано 31 січня 2015 у Wayback Machine.] | Аліна Райкова Казахстан     | 47:29.4 | Катерина Аввакумова Росія   | 47:38.4 | Пауліна Фіалкова Словаччина | 48:11.1 |

### Змішана естафета
| Дисципліна                                   | Золото                                                             | Золото    | Срібло                                                                    | Срібло    | Бронза                                                           | Бронза    |
| -------------------------------------------- | ------------------------------------------------------------------ | --------- | ------------------------------------------------------------------------- | --------- | ---------------------------------------------------------------- | --------- |
| Естафета 2×6 км + 2×7,5 км Фінішний протокол | Росія Крістіна Смірнова Євгенія Павлова Вадим Філімонов Юрій Шопін | 1:36:38.4 | Казахстан Галина Вишневська Анна Кістанова Максим Браун Василь Підкоритов | 1:37:11.6 | Україна Юлія Бригінець Яна Бондар Руслан Ткаленко Дмитро Русинов | 1:37:27.6 |

## Медальний залік
| Місце | Країна     |   |   |   | Всього |
| ----- | ---------- | - | - | - | ------ |
| 1     | Росія      | 4 | 5 | 5 | 14     |
| 2     | Україна    | 2 | 1 | 2 | 5      |
| 3     | Словаччина | 1 | 1 | 1 | 3      |
| 3     | Чехія      | 1 | 1 | 1 | 3      |
| 5     | Казахстан  | 1 | 1 | 0 | 2      |